# Campo Grande (distrito de São Paulo)
Campo Belo es un distrito ubicado en la zona centro-sur de la ciudad de Sao Paulo, Brasil. Administrativamente pertenece a la subprefectura de Santo Amaro. Esta región es usualmente confundida con el barrio de Interlagos que está ubicado en vecino distrito de Socorro.

## Distritos limítrofes
- Santo Amaro (norte)
- Cidade Ademar (este)
- Pedreira (sur)
- Cidade Dutra y Socorro (oeste)